# 丹麥國籍法
丹麥國籍法受《丹麥王國憲法》（1953年）和《丹麥國籍統一法》（2003年，2004年修訂） 管轄。可以通過以下其中一種方式獲得丹麥國籍：
- 如果孩子出生於2014年7月1日或之後，無論出生地如何，如果父母中的任何一方是丹麥公民，則在出生時自動計算。[2]
- 如果一個人被領養且未滿12歲，則到12歲後自動轉為丹麥國籍
- 通過另一個北歐國家的國民申報
- 通過歸化

## 國籍喪失
- 如果一個人出生時獲得丹麥國籍，但不是在丹麥王國出生，則自動在22歲時喪失國籍，除非:[3]
  - 這將使此人成為無國籍人士
  - 此人在芬蘭、冰島、挪威或瑞典累計居住時間不少於7年
  - 該人在Det Centrale Personregister上登記後連續在丹麥逗留3個月
  - 在表明與丹麥有某種聯繫的情況下訪問丹麥的總時間約為1年，並且該人具有丹麥語的工作知識
  - 對因失去丹麥國籍而失去歐盟公民身份的歐盟法律相關影響的單獨審查超過了取消丹麥國籍的原因
- 如果某人通過欺詐行為（例如假結婚）獲得丹麥國籍，則根據法院命令剝奪
- 如果一個人被判違反丹麥刑法第12和13部分的一項或多項規定（危害國家安全罪），則根據法院命令剝奪，除非這會使該人成為無國籍人
- 通過自願向難民、移民和融合事務部長申請（已經或希望成為外國國民的人可以通過此類申請解除其丹麥國籍）

## 國籍獲得
- 如果一個人嫁給了在國外“為丹麥利益”工作的丹麥人，那麼離開丹麥王國的這段時間可以算作在丹麥王國的居住時間。

根據丹麥統計局的數據，2012年有3,267名居住在丹麥的外國人將其外國公民身份更換為丹麥公民身份。2012年入籍的所有外國人中，共有71.4%來自非西方世界。2012 年，所有新丹麥公民中有一半授予了來自伊拉克、阿富汗、土耳其、索馬里和伊朗的人。
- 一個人必須在丹麥王國擁有永久居留權身份才能成為公民。

## 雙重國籍
2011年10月，新當選的中左翼聯合政府表示有意允許雙重國籍。
2014年12月18日，議會通過了一項法案，允許丹麥公民在不喪失丹麥公民身份的情況下成為外國公民，並允許外國公民在不放棄其先前公民身份的情況下獲得丹麥公民身份。該法案中的一項規定還允許因接受另一個人而失去公民身份的前丹麥國民重新獲得丹麥公民身份。該規定於2020年到期。另一項持續到2017年的單獨規定則允許當前獲得丹麥公民身份的申請人在放棄其先前公民身份的條件下獲得批准，以便在成為丹麥公民時保留其先前國籍。該法於2015年9月1日生效。
任何擁有丹麥（或其他）公民身份的人可能會被他們也是其公民的國家要求放棄他們的其他（丹麥）公民身份，儘管這不能在有關國家的管轄範圍之外強制執行。例如日本不允許多重國籍，而阿根廷則沒有限制。